# Приходько Володимир Анатолійович
Володи́мир Анато́лійович Прихо́дько — полковник Служби безпеки України.

## Нагороди
21 серпня 2014 року — за особисту мужність і героїзм, виявлені у захисті державного суверенітету та територіальної цілісності України, вірність військовій присязі під час російсько-української війни, відзначений — нагороджений орденом «За мужність» III ступеня.